# Liste der portugiesischen Botschafter auf den Seychellen

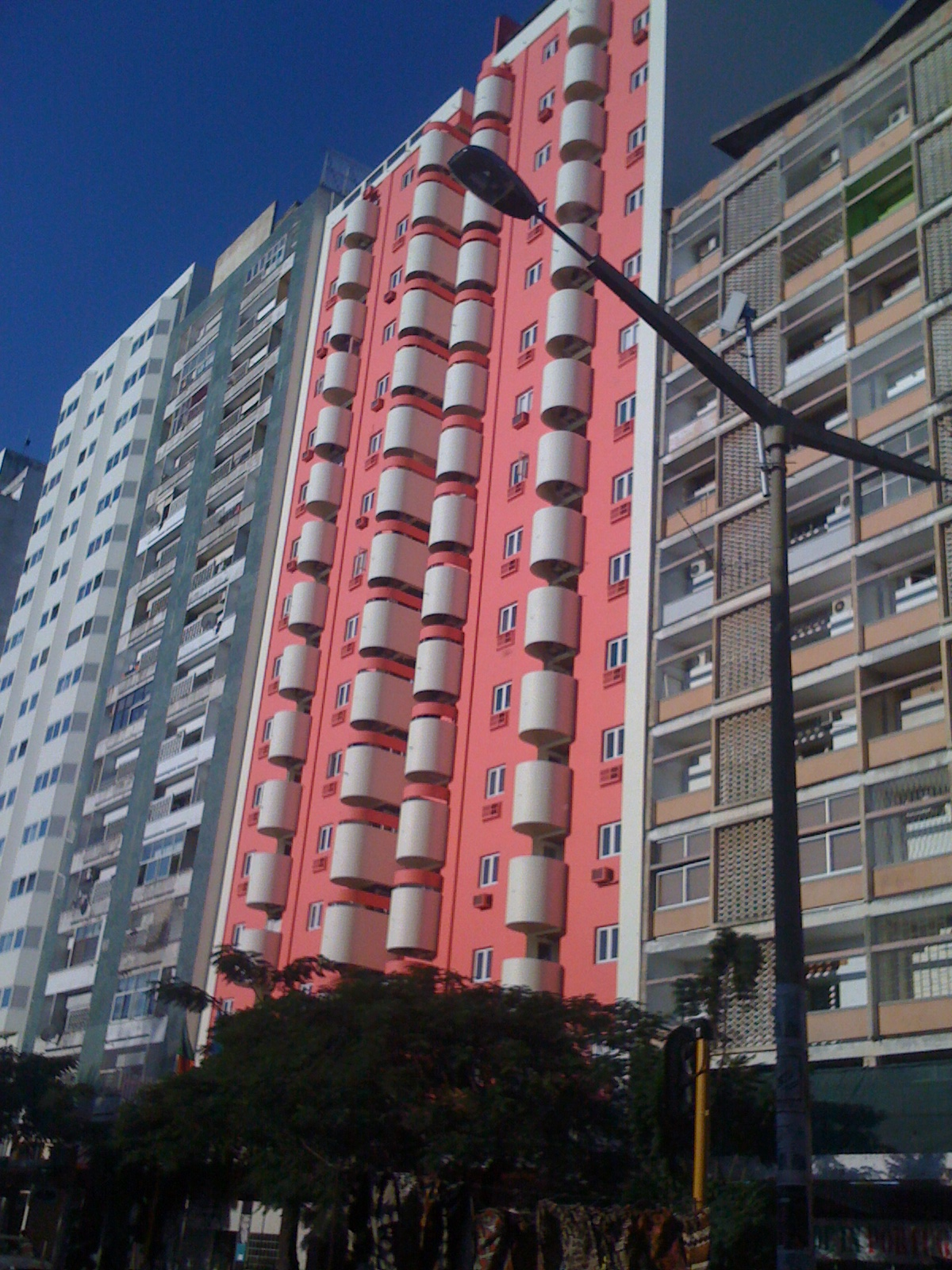
Die Botschaft Portugals in Maputo ist der Amtssitz des portugiesischen Botschafters für die Seychellen

Die Liste der portugiesischen Botschafter auf den Seychellen listet die Botschafter der Republik Portugal auf den Seychellen auf. Die beiden Staaten unterhalten seit 1985 direkte diplomatische Beziehungen. Eine eigene Botschaft eröffnete Portugal nicht auf den Seychellen, das Land gehört seither zum Amtsbezirk des portugiesischen Botschafters in der mosambikanischen Hauptstadt Maputo, der sich in der seychellischen Hauptstadt Victoria dazu doppelakkreditiert (Stand 2019).

## Missionschefs
| Name                                              | Bild       | Amtszeit                            | Anmerkungen                                                                     |
| Seychellen                                        | Seychellen | Seychellen                          | Seychellen                                                                      |
| ------------------------------------------------- | ---------- | ----------------------------------- | ------------------------------------------------------------------------------- |
| Afonso de Castro Pereira e Vasconcelo             |            | ab 1985                             | Botschafter mit Amtssitz Nairobi, am 25. November 1985 in Victoria akkreditiert |
| Francisco José Laço Treichler Knopfli             |            | 20. Juni 1988 –14. August 1991      | Botschafter mit Amtssitz Maputo                                                 |
| Manuel Lopes da Costa                             |            | 19. August 1991 –14. Mai 1995       | Botschafter mit Amtssitz Maputo                                                 |
| Rui Gonçalo Chaves de Brito e Cunha               |            | 14. Mai 1995 –25. Juli 1999         | Botschafter mit Amtssitz Maputo                                                 |
| António Taveira da Cunha Valente                  |            | 26. Juli 1999 –17. August 2002      | Botschafter mit Amtssitz Maputo                                                 |
| António Luiz da Silva Sennfelt                    |            | 4. November 2002 –17. Februar 2005  | Botschafter mit Amtssitz Maputo                                                 |
| José Joaquim Esteves dos Santos de Freitas Ferraz |            | 21. Februar 2005 –7. September 2008 | Botschafter mit Amtssitz Maputo                                                 |
| Mário Godinho de Matos                            |            | 27. Oktober 2008 –16. März 2013     | Botschafter mit Amtssitz Maputo                                                 |
| José Augusto de Jesus Duarte                      |            | 10. Mai 2013 –12. Oktober 2016      | Botschafter mit Amtssitz Maputo                                                 |
| Maria Amélia Maio de Paiva                        |            | seit dem 12. Oktober 2016           | Botschafterin mit Amtssitz Maputo, am 27. März 2018 in Victoria akkreditiert    |